# Antea LifeStyle Center
Antea LifeStyle Center, o sencillamente Antea, es un centro comercial en Santiago de Querétaro, México, que se abrió en noviembre de 2013. La construcción comenzó en junio de 2011. El costo total fue de aproximadamente 350 millones de dólares,[cita requerida] y su superficie total es de 271 000 m² (metros cuadrados) de construcción entre el área comercial y plancha asfáltica de estacionamiento .[cita requerida]

Cuenta con marcas de lujo como:
- Façonnable
- Victoria's Secret
- H&M,
- Coach
- Bimba y Lola
- El Ganso
- Scalpers
- Tommy Hilfiger
- Lacoste
- Forever 21
- Massimo Dutti
- Pull and Bear
- Liverpool
- Palacio de Hierro
- Bershka
- Zara
- American Eagle
- Aéropostale
- Brooks
- GAP
- Hollister
- Hugo
- Lacoste
- Mango
- Nike
- Michael Kors